# Pierre Boujut

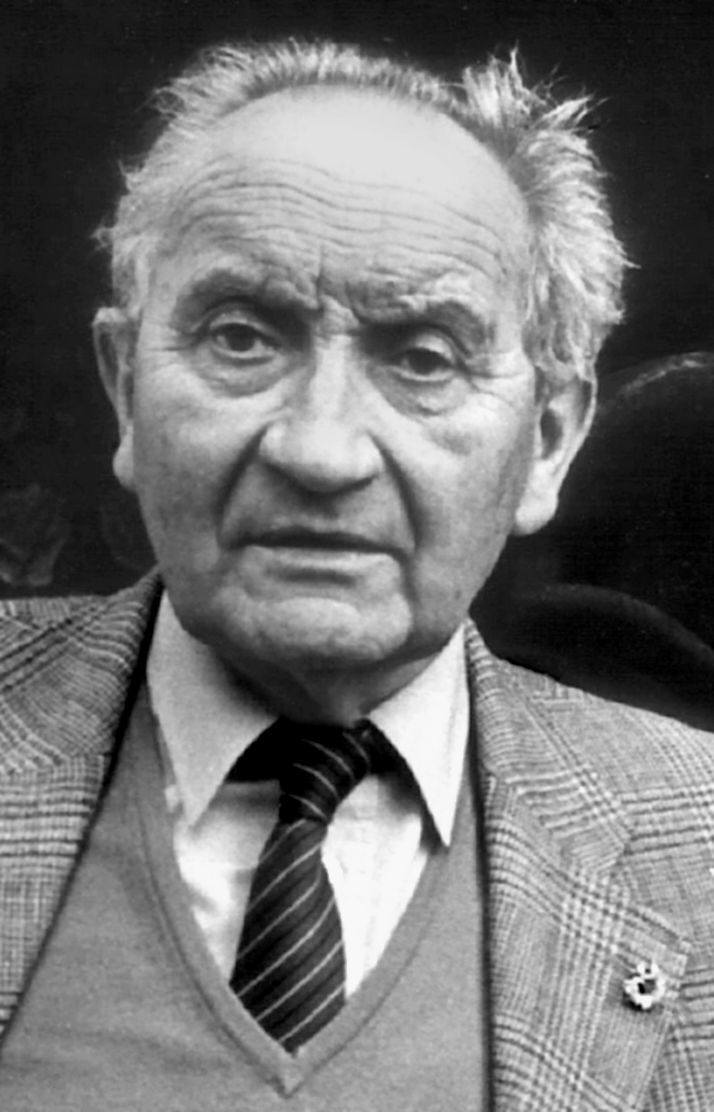
Pierre Boujut (1983)

Pierre Boujut (1913 - 1992, Jarnac) foi um escritor e poeta francês. Tanoeiro, depois mercador de ferro, passa para a escrita por volta dos seus vinte anos. A partir de 1933 lança, sucessivamente, três revistas, entre as quais La Tour de Feu (1946). Ali exprime-se, com outros poetas, tanto no plano literário como no político, misturando um e outro com entusiasmo, principalmente quando o seu filho desertou no decorrer da guerra da Argélia. Graças à poesia Pierre Boujut relaciona-se com grandes escritores da ápoca.

## Obras
- Faire danser la vie, Feuillets de l’îlot, 1937.
- Un temps pour rien, L’Oiseau-mouche, 1939.
- Sang libre, Jeanne Saintier, 1947.
- Le Poète majeur, La Tour de Feu, 1951.
- Heureux comme les pierres (em colaboração com Pierre Chabert), La Tour de Feu, 1954.
- La Vie sans recours, C.E.L.F., 1958 - Prêmio Voltaire. Reedição em 1983, Du Lérot Éditeur.
- Les mots sauvés, La Tour de Feu, 1967.
- Célébration de la Barrique, Robert Morel, 1970 e Du Lérot Éditeur, 1983.
- Nouveaux Proverbes,  Rougerie, 1973.
- Poèmes de l’imbécile heureux, La Tour de Feu, 1977.
- Adrian Miatlev[1], « Poètes d’aujourd’hui »,  Seghers, 1987.
- Quatre Clefs pour une serrure, La Nouvelle Tour de Feu, 1988.
- Un mauvais Français[2], Arléa, 1989.